# Verkeåns dalgång
Verkeåns dalgång este o arie protejată (arie specială de conservare — SAC, sit de importanță comunitară — SCI) din Suedia întinsă pe o suprafață de 2.750,2 ha, integral pe uscat.

## Localizare
Centrul sitului Verkeåns dalgång este situat la coordonatele 55°43′33″N 14°02′24″E / 55.7257°N 14.0401°E.

## Înființare
Situl Verkeåns dalgång a fost declarat sit de importanță comunitară în decembrie 1995 pentru a proteja 1 specie de plante și 3 specii de animale. Situl a fost protejat și ca arie specială de conservare în martie 2011.

## Biodiversitate
Situată în ecoregiunile continentală și marină baltică, aria protejată conține 25 de habitate naturale: Formațiuni de Juniperus communis pe lande sau pajiști calcaroase, Pajiști cu Molinia pe soluri calcaroase, turboase sau argilos-nămoloase (Molinion caeruleae), Pajiști fino-scandinave uscate până la mezice, bogate în specii de altitudine mică, Păduri de fag Luzulo-Fagetum, Pajiști uscate europene, Păduri mixte riverane de Quercus robur, Ulmus laevis și Ulmus minor, Fraxinus excelsior sau Fraxinus angustifolia, de-a lungul marilor râuri (Ulmenion minoris), Mlaștini alcaline, Liziere de ierburi înalte hidrofile de câmpie și de nivel montan până la alpin, Dune de coastă fixe cu vegetație erbacee („dune gri”), Păduri acidofile de stejar bătrân cu Quercus robur pe câmpii nisipoase, Păduri caducifoliate de mlaștină fino-scandinave, Pajiști uscate seminaturale și facies de acoperire cu tufișuri pe substraturi calcaroase (Festuco-Brometalia) (* situri importante pentru orhidee), Dune mobile de-a lungul țărmului cu Ammophila arenaria („dune albe”), Pășuni din zone de pădure fino-scandinave, Păduri de fag Asperulo-Fagetum, Cursuri de apă de la nivel de câmpie la nivel montan, cu vegetație Ranunculion fluitantis și Callitricho-Batrachion, Păduri aluvionare cu Alnus glutinosa și Fraxinus excelsior (Alno-Padion, Alnion incanae, Salicion albae), Păduri de stejar sau de stejar și carpen sub-atlantice și medio-europene de Carpinion betuli, Formațiuni ierboase bogate în specii de Nardus, dezvoltate pe substraturi silicioase în zone montane (și în zone submontane, în Europa continentală), Pajiști calcaroase din nisipuri xerice, Păduri pe pante, grohotișuri și ravene de Tilio-Acerion, Lacuri și iazuri distrofice naturale, Dune cu Salix repens ssp. argentea (Salicion arenariae), Dune împădurite din regiunile atlantică, continentală și boreală, Mlaștini turboase de tranziție și turbării mișcătoare.
La baza desemnării sitului se află mai multe specii protejate:
- plante (1): Dianthus arenarius subsp. arenarius
- amfibieni (1): triton cu creastă (Triturus cristatus)
- nevertebrate (1): Dytiscus latissimus
- pești (1): zglăvoacă (Cottus gobio)